# Parafia św. Mikołaja w Rożewie
Parafia św. Mikołaja w Rożewie − parafia rzymskokatolicka znajdująca się w archidiecezji lwowskiej w dekanacie Sambor.